# Poulet à la cacciatore
Pour les articles homonymes, voir Cacciatore.
Le poulet à la cacciatore (en italien : pollo alla cacciatora, en français : « poulet chasseur ») est une spécialité culinaire de la cuisine italienne qui nécessite champignons, légumes et vin. Il existe de nombreuses variantes. Le sud de l'Italie utilise plus le vin rouge tandis que le nord privilégie le vin blanc. Le plat est généralement fait à base de poulet braisé (pollo alla cacciatora) ou de lapin (coniglio alla cacciatora). Le salamino cacciatore est un genre de petit salami assaisonné seulement avec de l'ail et du poivre.

## Caractéristiques
Outre le vin et le poulet, ce mets est réalisé à base de tomates, oignons, champignons, ail, poivrons (de couleurs variées) et herbes de Provence (origan, thym, romarin,).
Certaines recettes, en plus du poivre, y ajoutent du paprika, d'autres du persil, des câpres et des olives vertes et noires.

## Préparation
Les morceaux de poulet, saupoudrés de sel et d'épices, farinés ou non, sont saisis dans l'huile d'olive. Ils sont réservés et leur graisse va servir à faire revenir oignons, champignons, poivrons, etc. Les tomates sont ajoutées avec les herbes de Provence et le vin. Quand le tout a commencé à cuire, les morceaux de poulet sont remis en cocotte pour mijoter longuement. Ce mets est souvent servi avec de la polenta ou des pâtes,.